# 館際合作
館際合作(Interlibrary Cooperation)，係指兩個以上的圖書館彼此訂立協約，建立各種管道，使彼此的館藏資料，在合作互惠的基礎上，互通有無，以達到資源共享的目的。

## 概述
館際合作制度在各先進國家行之有年，美國在30年前就已經有圖書館合作計畫，主要用於學術研究、資訊交流運用，其成效卓越。資訊共享已經是國際間圖書館學界追求的目標。國際圖書館協會聯盟（International Federation of Library Associations and Institutes，簡稱IFLA）不斷的倡導推行館際合作的理念，其目標就是達到各圖書資訊領域能夠充分合作，互相協助與支援，克服各種困難，達到資訊資源能夠普遍利用與共享的目的。在館際合作當中，資源共享才是最重要的目的，在這種理念下推廣出來的館際合作，才可以達到完整資訊共享的資訊服務。
台灣從1970年代開始發展館際合作服務，在1980年完成第一個館際互借辦法－「中華民國公共圖書館館際互借合作辦法」；1969年完成大學圖書館館際互借辦法；1973年行政院經濟研究單位推動圖書館資料互借辦法；1981年成立中華民國人文暨社會科學圖書館集資料庫館際合作組織；1985年成立法律資訊交流合作組織；1995年教育部圖書館事業委員會委託學者研訂「全國圖書館館際合作綱領」，開始推動國內圖書館館際合作服務，並且讓全台各圖書館達到資訊共享互助的目的。

## 分類
館際合作業務就資訊本身可分為：
1. 以資訊處理為主的合作館藏發展、合作編目。
2. 以資訊服務為主的，如合作流通、合作參考資訊服務。

就合作組織模式以地域性來可分為：
1. 地區性
2. 全國性
3. 國際性

以圖書館類型或學科性質來區分可分為：
1. 單類型
2. 多類型
3. 多學科型

## 服務項目
1. 館際互借
2. 合作編目
3. 聯合目錄
4. 合作館藏發展與採訪
5. 互惠閱覽
6. 文獻傳遞
7. 館際參考服務
8. 文獻資源共建共享
9. 合作典藏